# Perth Amboy
Perth Amboy est une ville située dans le comté de Middlesex, dans le New Jersey, à l'embouchure de la Raritan River à l'endroit où celle-ci se jette dans la baie de Raritan et où elle rejoint également le Arthur Kill, détroit qui sépare Staten Island des côtes du New Jersey. 
Au recensement de 2000, la ville était peuplée de 47 303 habitants. Perth Amboy et South Amboy sont fréquemment nommées The Amboys. La sortie 11 du New Jersey Turnpike indique ainsi The Amboys comme destination.

## Personnalités liées à la ville
- Francis Kearney (1785-1837), lithographe et un graveur américain, est né et mort à Perth Ambooy.
- Michelle Visage (1968-), animatrice de télévision et chanteuse américaine.

Jon bon Jovi (John Francis Bongiovi)